# Kirche Rönnebeck-Farge
Die evangelisch-reformierte Kirche Rönnebeck-Farge ist eine von vier Kirchen der seit dem 1. Januar 2022 bestehenden evangelischen Kirchengemeinde Bremen-Blumenthal. Sie befindet sich in Bremen, Stadtteil Blumenthal, Ortsteil Farge, Farger Straße 17–21. Die Kirche und das Pastorenhaus entstanden 1905 nach Plänen von August Abbehusen und Otto Blendermann, das Gemeindehaus 1962 nach Plänen von Schulze-Herringen. 
Die Gebäude stehen seit 1995 unter Bremer Denkmalschutz.

## Geschichte
Um 1568 bis 1580 setzte sich in Bremen und auch in dem nicht zu Bremen gehörendem Blumenthal das evangelisch-reformierte Bekenntnis durch. Die Verschmelzung der reformierten und der lutherischen Kirche fand in Bremen erst nach dem Reichsdeputationshauptschluss von 1803 statt (Verwaltungsunion von 1873 und Bremische Evangelische Kirche von 1920). Nach 1845/1873 verlor sich in Bremen das reformierte Bekenntnis zunehmend.
 
Blumenthal mit Farge wurden jedoch erst 1939 in die Freie Hansestadt Bremen eingegliedert, und das reformierte Bekenntnis blieb erhalten.
Die weiße Kirche und das Pastorenhaus wurden 1904 bis 1905 im Stil der Jahrhundertwende mit Mansarddächern für die Reformierte Gemeinde Rönnebeck-Farge unweit der Weser gebaut. Der kurze achteckige Turmaufsatz auf dem Giebel hat einen spitzen Turmhelm.
 
Die Glasmalerarbeiten stammen vom Worpsweder Künstler Georg Karl Rohde.

Die Glocke stammt von 1796 aus der Werkstatt J. P. Bartels. Sie hing bis 1905 im alten Turm der ev.-ref. Kirche in Blumenthal.

Die Orgel stammt von der Firma Ahrend & Brunzema, Baujahr 1958, mit elf Registern auf zwei Manualen und Pedal.

Die Gedenktafel neben dem Eingang schuf der Worpsweder Bildhauer Ulrich Conrad.
Das ein- bis zweigeschossige, verklinkerte Gemeindehaus mit einem Satteldach und verbunden mit der Kirche ist ein konservativer Nachkriegsbau von 1962.

## Kirchengemeinde
Die evangelisch-reformierte Kirchengemeinde Rönnebeck-Farge stand in der reformierten Tradition. Zum 1. Januar 2022 wurde die Gemeinde mit drei anderen Gemeinden aus dem Stadtteil Blumenthal vereinigt; zwei evangelisch-lutherisch und eine evangelisch-reformiert.
Zu der Kirche gehört eine Kindertagesstätte für rund 30 Kinder, verschiedene Kreise u. a. für Frauen, Senioren, Gitarrenspiel und ökumenische Bibelgespräche sowie Chöre für Männer und zum Volksliedersingen. 

## Friedhof Rönnebeck
Der Friedhof, auch Farger Friedhof genannt, An der Amtsweide gehört zur Kirchengemeinde, liegt jedoch nicht im Ortsteil Farge-Rekum, sondern im Ortsteil Rönnebeck. Hier wurde der Bremer Schriftsteller Manfred Hausmann beerdigt, der hier als Prediger mitwirkte.

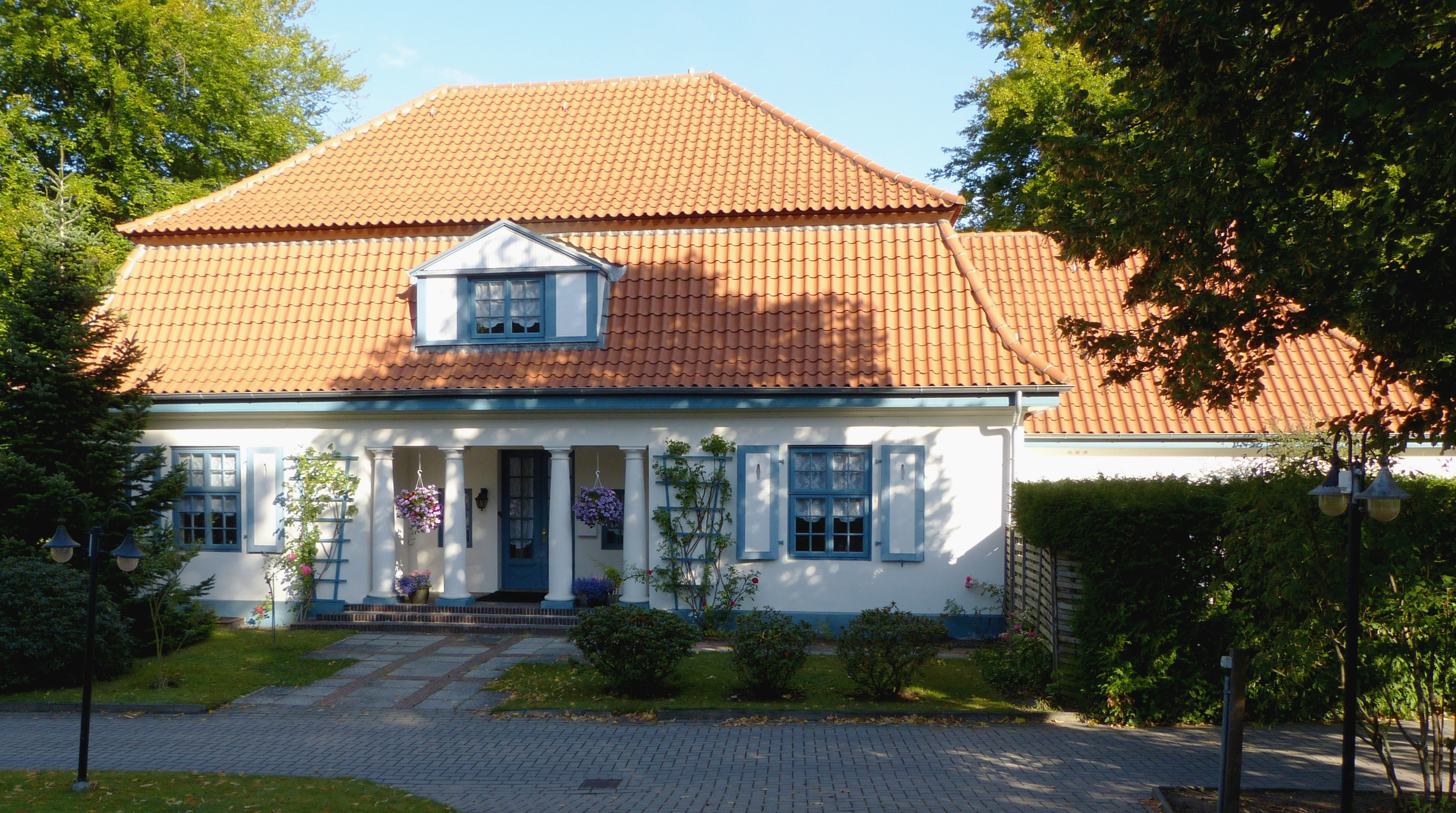
Pastorenhaus
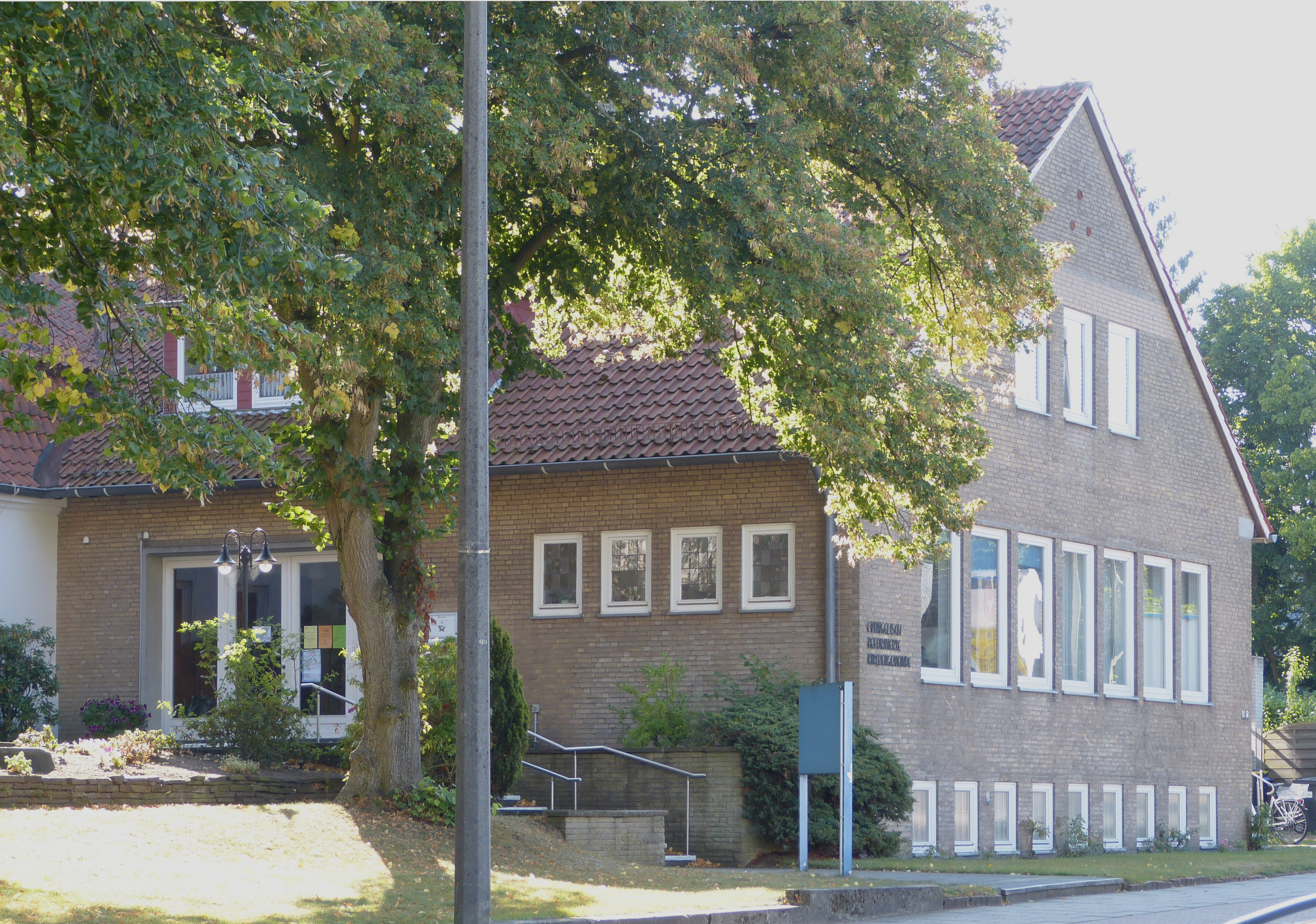
Gemeindehaus
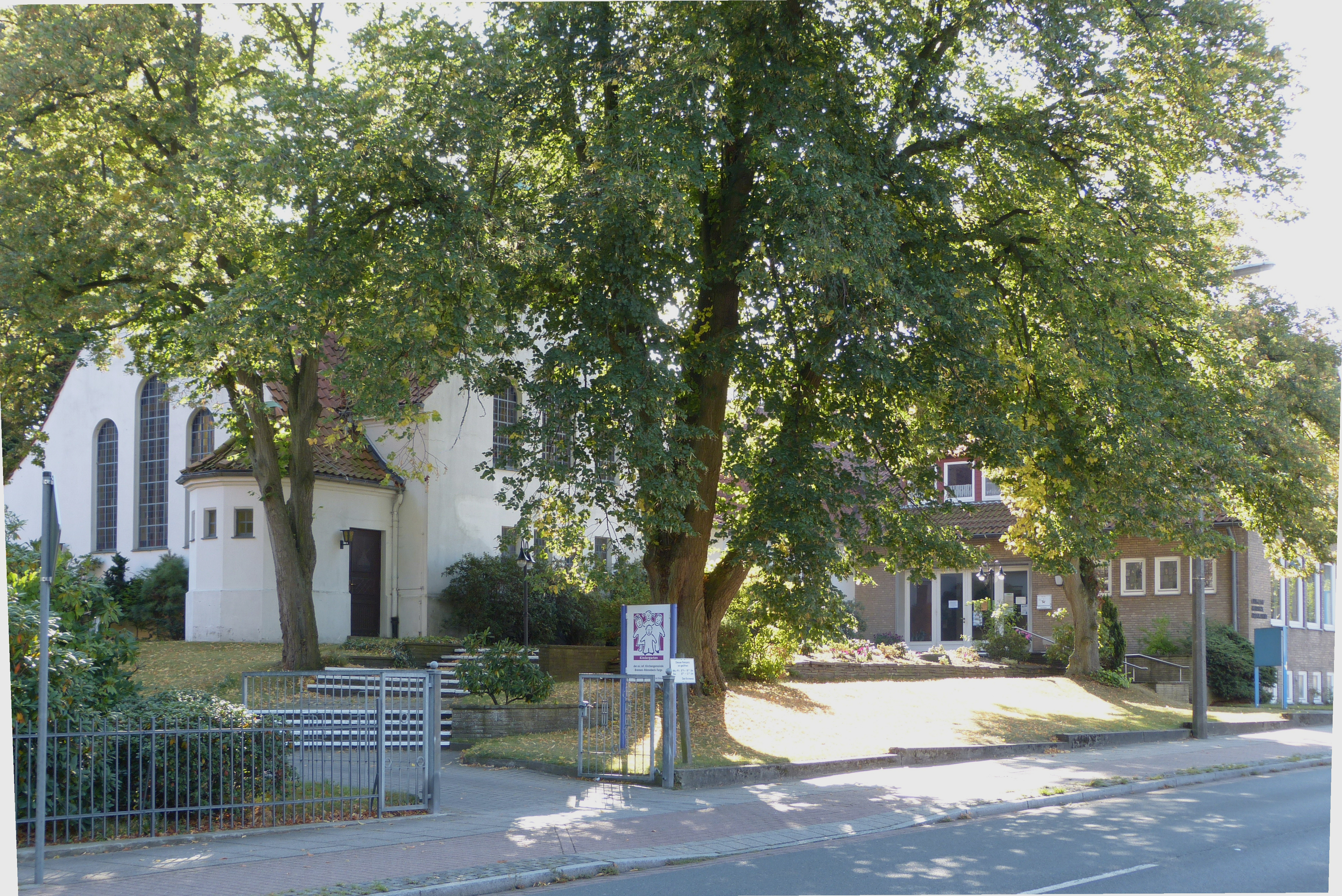
Kirche und Gemeindehaus